# Pieter Kramer
Pieter Kramer (Utrecht, 30 november 1951) is een Nederlands theater-, televisie- en filmregisseur. Nadat Kramer in 1969 een opleiding had gevolgd aan de Academie voor Expressie te Utrecht en in 1973 de regieopleiding van de Theaterschool Amsterdam had voltooid, werkte hij van 1978 tot 1986 als acteur en stimulator bij Theatergroep Carrousel. Tot 2020 was hij verbonden aan Theater Rotterdam (sinds 2017 de opvolger van het Ro Theater). In september 2021 werd bekendgemaakt dat Kramer zich voor drie jaar lang verbonden heeft aan Toneelgroep Oostpool voor het maken van familievoorstellingen.

## Televisie en film
Als televisieregisseur kreeg hij in de jaren tachtig bekendheid met programma's waarin Arjan Ederveen en Tosca Niterink de hoofdrollen vervulden: Theo en Thea en Kreatief met Kurk. Later won hij samen met Arjan Ederveen voor het tv-drama 30 minuten een Zilveren Nipkowschijf. In 1997 had hij succes met het programma Interieurs waarin mensen vertellen over spullen waarmee ze zich omringd hebben.
Hij regisseerde diverse speelfilms: Theo en Thea en de ontmaskering van het tenenkaasimperium (1989), Ja zuster, nee zuster (2002), naar de legendarische serie van Annie M.G. Schmidt en Harry Bannink, met in de hoofdrol Loes Luca, en Ellis in Glamourland (2004), met Linda de Mol en Joan Collins. In 2000 ontving hij een Gouden Kalf voor de televisieserie Hertenkamp en kreeg hij tevens de Albert van Dalsum-oeuvreprijs.
In 2004 regisseerde hij ook de VPRO serie De Troubabroers, met Arjan Ederveen en Alex Klaasen.
In 2010 verfilmde hij Lang en gelukkig, een toneelstuk dat hij eerder voor het Ro Theater regisseerde. In 2014 regisseerde Kramer de koninklijke heropening van het Mauritshuis.
Ook maakte hij in 2014 het televisieprogramma Slaapkamers waarin stellen in bed vertellen over hun leven, liefdes, twijfels en teleurstellingen.

## Theater
Kramer regisseerde, als vermeld, met regelmaat theaterproducties voor het Ro Theater. In het verlengde van de voorstellingen voor het Ro Theater liggen de producties die hij maakte voor het DeLaMar Theater. In 2016 waren dat In de ban van Broadway en in 2018 Selma Ann Louis.
Eind 2018 maakt hij voor het Ro Theater een familievoorstelling naar Shakespeares Hamlet. Ook keerde de door hem geregisseerde musical Woef Side Story in 2018 terug in de theaters. Schrijver Don Duyns en regisseur Pieter Kramer kregen in 2019 de Prosceniumprijs voor de familievoorstellingen die zij maakten. In 2019 ging van dit duo Repelsteeltje en de blinde prinses in première, een familievoorstelling enerzijds gebaseerd op het sprookje Repelsteeltje, anderzijds op de Greet Hofmans-affaire rond koningin Juliana en prins Bernhard in de jaren 50 van de 20e eeuw.
Op 20 mei 2020 stopte Kramer per direct bij Theater Rotterdam wegens een vertrouwensbreuk. Hij kon zich niet vinden in het besluit van de directie de geplande familievoorstelling Wolfgang het wonderjong twee jaar uit te stellen in verband met de beperkingen door de coronapandemie. Kramer heeft deze voorstelling in 2022 uitgebracht bij Toneelgroep Oostpool en deze in 2023 voortgezet. In 2021 maakte hij bij de Theateralliantie nog Het wonderbaarlijke voorval met de hond in de nacht.